# دیمین راکل
دیمین راکل (انگلیسی: Damien Rascle؛ زادهٔ ۵ اوت ۱۹۸۰) بازیکن فوتبال اهل فرانسه است.
از باشگاه‌هایی که در آن بازی کرده‌است می‌توان به باشگاه فوتبال کیلمارنوک، باشگاه ورزشی آ اس ترنچین، و باشگاه فوتبال تولوز اشاره کرد.